# 段志玄

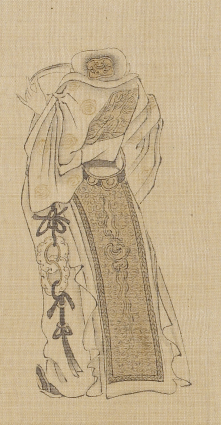
段志玄

段志玄（598年—642年），名雄，以字行，齊州鄒平（今山東鄒平）人，唐初武將。玄武门之变輔李世民有功，入凌煙閣二十四功臣。後裔段文昌、段成式等人皆有文名。

## 生平
其父段偃師為太原書佐。李淵起兵時，授右領大都督府軍頭，隋大業十三年（617年），於潼關之戰擊敗擒获隋將屈突通，授光禄大夫、开国县侯，又从秦王李世民讨伐薛举、刘武周，以功授樂遊府驃騎將軍，进封武安郡公，食邑二千户。
在讨伐王世充时，冲锋陷阵深入敌阵，马匹倒毙，被敌军所擒。敌军两骑夹持其发髻，在要渡洛水时，段志玄突然纵身，将二人拉坠马下，夺得马匹驰归回营，敌军数百骑在后追赶，但是迫于其勇不敢逼近。
在李世民与太子李建成、齐王李元吉的权力斗争中，段志玄对李世民忠心耿耿，没有接受两人的金银财帛诱惑，并在武德九年（626年）玄武门之变中，与尉迟敬德等一起讨杀李建成和李元吉。
太宗即位，累迁左骁卫大将军，梁州都督，进封樊国公，食实封九百户。又以本官检校原州都督，统承风道行军总管征讨吐谷浑。不久父亲段偃師去世离职。但很快就起复为原来的官职。
长孙皇后去世时，段志玄和宇文士及分别统率送葬的文武官员出肃章门。
貞觀十一年（637年），太宗定世封之制，被授金州刺史，改封為褒國公。
貞觀十二年（638年），检校武候大将军，不久迁任右卫大将军。
貞觀十四年（640年），加鎮軍大將軍。
貞觀十六年（642年）由于悲痛母亲去世，哀伤导致病发，不久病逝于京师醴泉里府第，年四十五岁，赠辅国大将军、扬州都督。諡號“忠壮”。画其图像保存于戢武阁（凌烟阁前名）。
贞观十七年（643年）正月，画图像于凌烟阁，位列第十。

## 家世
- 祖父：段瑗，北齐平陵县令。
- 父亲：段偃师，隋末为太原郡司法书佐，从李渊起兵，官至散骑常侍、郢州刺史、益都县开国公，死后赠洪州都督，谥信公。
- 兄：段会，字志合，唐朝初年，授朝散大夫。以功拜志节车骑将军。后以守浩州之功，授开府仪同。久之，拜左骁卫朔坡府折冲都尉、曲沃县开国男。永徽三年七月十七日（652年8月26日）终于尚书省司勋第，春秋五十九。葬洛阳邙山。妻吕氏（隋开皇十六年（596年）—永徽四年十一月十九日（653年12月14日））。
- 弟：段志感，贞观十六年段志玄临终前被太宗授予五品左卫郎将。
- 儿子：段瓚，袭封褒国公，武则天时官拜左屯卫大将军。
  - 孙子：段怀简，袭封褒国公，玄宗开元年间官至太子詹事。
  - 孙子：段怀古。
  - 孙子：段怀艺，坊州刺史。
- 儿子：段瓘，符玺郎、朝邑令。
  - 孙子：段怀昶，德州参军。
    - 曾孙：段承宗（686—753年），晋陵郡长史。第二子段铣。

  - 孙子：段怀晈。
    - 曾孙：段谔，子段文昌，孙段成式。

  - 孙子：段怀晏。
- 儿子：段。
  - 孙子：段怀本，礼部郎中、苏州刺史。

## 段志玄碑
贞观十六年（642年）立。原存于陕西醴泉县昭陵乡庄河村北约150米处段志玄墓前，1975年移入昭陵博物馆。碑身高3.34米，宽1.05米，厚35厘米。碑额篆书，题《大唐故右卫大将军扬州都督段公之碑》十六字。碑文正书，共32行，满行65字，碑中部以下鏨损严重。撰文者和书者皆不详。

唐故辅国大将军右卫大将军扬州都督褒忠壮公段公碑铭

　　盖闻经邦致治，必资辅相之士；折冲御侮，实赖将帅之臣。是以尚父鹰扬，〇〇周於郏鄏；淮阴〇〇，定〇〇於〇〇。亦有（阙十九字）声雅颂，腾芳史册，存与日月争晖，没与金石不朽。至於拔萃著美，搴旗驰誉，继云和〇〇，〇骅骝之逸轨，其唯忠壮公乎？公讳雄，字志玄，齐郡邹平人也。若夫岱宗隐嶙，崇基冠於众邱；长河浩汗，洪源导於积石。是以庭坚作士，西周〇伯阳之教；干木作师，东海望经明之绩。焕乎方策，岂不然欤？祖瑗，齐平陵县令、〇川太守。德光雅俗，政洽唯良。考偃师，散骑常侍、益都县开国公，赠洪州都督、八州诸军事，谥信公。勤迈中涓，功铭庸器。公禀峻极之秀气，〇淳粹之〇〇，〇〇〇〇孝〇，践〇基於忠烈。仪表瑰奇，器量宏远。峨峨焉，犹曾峰之跱嵩霍；滔滔焉，若清流之登江汉，故能龆年立志，冠岁知名。质性方直，〇希於汲黯；交结豪杰，〇〇〇〇〇。〇〇随大业中，薄伐辽左，公召募从征，年始十四。夫兵战，凶危也；辽碣，遐阻也。童牙而从兵战，忘身而涉辽碣，〇〇之识，基於是矣！高祖道踰汤武，〇〇〇〇；今上地兼鲁卫，爰始登庸。公附翼方举，攀光旭旦，委质迈奔走之臣，就列踰蜀汉士。初〇军头、朝散大夫，从上破西河，迁朝请大夫。又从破宋老生於霍邑，迁银青光禄大夫。昔舞阳策名，从沛邑而力战；子卫效命，临昆阳而先登。永〇茂勋，方驾前烈。又与柴绍、刘文静破桑显和、屈突通，累迁右光禄大夫、上柱国，封临济县侯，食邑一千户。又从上讨薛举、刘武周，以功授乐游府骠骑将军，进封武安郡公，食邑并前二千户。公勇冠三军，气高〇战，跃马电发，则〇〇必摧；搴旗〇〇，则坚城〇拔。是以纡金章於岩廊，苞举樊郦；分桓珪於奥壤，牢笼寇邓，君子以为宜哉。又从上破王世充，〇〇〇第一，公〇〇授太子〇〇，寻迁〇〇〇〇〇〇。上初践少阳，无忘惟旧，除左虞候率。及膺宝命，言念嘉庸，拜左骁卫将军。若乃尽节两朝，（阙十字）踰方召於往〇。〇〇〇勒彫戈，忠孝〇令，孰能恩隆善赏，礼优夜拜者哉？俄赐别食封四百户，迁左骁卫大将军，又为梁州刺史、怀雍岐三州诸军事、寻进封樊国公，食邑三千户。别赐食封五百户，通前九百户。又以本官检校原州都督，又统承风道行军，讨吐谷浑。丁父忧，未几起复本任。文德皇後山陵检校右武候大将军，总（阙十字）之功，〇纪于玉府；加等进秩之宠，岁重於周行。而司勋授册，天下所以劝善；良史执简，後昆所以钦风。〇〇览前书，深惟近代。周之五等，既贻弊于后王；汉之六〇，〇〇〇于〇世。乃授公使持节金州诸军事、金州刺史，子孙承袭。改封褒国公，食邑如故。与司徒赵国公等同受册命。从谒献陵，〇检校武候大将军，寻迁右卫大将军，〇〇〇〇〇〇。外〇〇〇，〇〇卫而齐声；内典钩陈，与辛赵而方轨，非圣帝不能畴茂绩，非奇才不能取高位。於是见君臣之合契，唱和之如一焉。又丁母忧，寻夺情复本职。公孝〇〇发，〇礼夙著。腰剑〇锜，怀蓼莪而疚心；泣血苫庐，瞻几筵而增绝。衔恤成疾，致毁遽渐。中使结辙於里闾，名医韬奇於药剂。上〇〇心膂，慈深覆育，亲降銮跸，就〇〇问。既班〇贵，又诣所言。公铭戴恩私，对扬忠到。城郢之志，岂惟楚臣；慎赦之言，宁惭汉相。既而子舆日棘，平仲不〇。类彼刘〇，游〇宗而长〇；〇〇〇〇，〇〇〇而〇归。以贞观十六年〇月十八日，薨於京师之醴泉里第，春秋卌五。上情深悼伤，举哀於别次。虽汉后之痛第孙，晋君之悲仁祖，方之蔑如。〇〇〇诏曰：“〇〇之道，〇〇於念功；劝善之义，寔深於追往。故镇军大将军、右卫大将军、褒国公段志玄，器宇敦确，风略沉毅。委质运始，宣力霸图。效勇节於麾旌，功勒〇〇鼎〇。〇〇〇〇，诚〇金石。方〇〇历，永寄心膂，与善冥默，奄焉殒丧。震悼之情，倍深伤惜；哀荣之典，宜加恒数。可赠辅国大将军、使持节都督扬和滁润常宣歙七州诸军事、扬州刺史，余官勋并如故。於昭陵〇侧赐〇茔地并东园秘器。葬事所须，并宜官给。赙布绢五百段、米粟一千石。四品一人监护。其仪仗送至墓所，仍送还宅。”上又追怀功烈，乃诏司存图形於戢武阁，太常考行，谥曰忠壮公。礼也。惟公气岸崇峻，墙宇〇深。戏树幡旗，幼怀〇〇。（阙十一字）才。猛志凌云，扼貔貅而靡惧；高节迈俗，触雷霆而不惊。逮乎河出马图，腰佩〇纽。爵兼千乘，裂〇〇之膏腴；位〇〇〇，极汉庭之荣宠。忠（阙九字）之道，克申於家国；仁义之风，不愆於出内。怀公孙之不伐，慕考甫之循墙。行戒刚强，晦其扛鼎之力；言思木讷，韬其涌泉之虑。加以敦睦宗族，久〇〇〇。怡怡于昆季，恂恂乎乡党。灵府洞开，恕已以及物；仁心天发，轻财以济贫。岂非朝廷之爪牙，人伦之领袖者已！故吏〇正等，慨徽音之遂往，怀遗爱而增恸。〇请书（阙七字）。汉之房〇，尚〇碑于甘〇；晋之庾亮，犹勒铭於江表。况乎诚著草昧，功参征伐，顾灌〇而俯视，軼寇贾而长驱，岂可使改名之客不睹于琬琰，〇葬之（缺十字），为其颂曰：

方叔詠周，条侯称汉。东都御錄，昭伯翦乱。西晋握图，〇治作翰。美矣人杰，于焉〇贯。

奇节自然，环姿〇发。〇〇〇〇，〇〇〇〇。〇〇〇〇，方亏日月。气薄霄汉，〇高云阙。

王业肇建，帝道既融。策名若水，披荆汉中。腰鞬靖难，提戟临戎。斩良贾勇，括羽定功。

铸〇〇职，刑马胙土。〇〇〇〇，入〇〇〇。〇〇〇〇，〇〇〇〇。〇社之荣，超张迈许。

志大心小，位隆德盛。奉国忘身，惴惴毕命。事亲竭力，蒸蒸表行。莅事以勤，临下以敬。

衔恤在疚，夺情〇职。仓巨愈迟，毁深〇〇。〇〇〇〇，〇〇尽力。藏舟难工，奔义易昃。

冕旒兴哀，缙绅掩泪。恩踰九列，礼亚三事。何以赠之，戎章〇备。何以送之，鉦车按辔。勒铭贞石，义兼庸器。

## 延伸阅读
[在维基数据编辑]
 《舊唐書·卷68》，出自刘昫《舊唐書》
 《新唐書/卷089》，出自《新唐書》
 在维基共享资源阅览影像